# عبد المنعم سعيد (سياسي)
الدكتور عبد المنعم سعيد ( 9 نوفمبر 1948 -) هو رئيس مجلس إدارة المصري اليوم من 2 فبراير 2013
الرئيس السابق لمجلس إدارة مؤسسة الأهرام وعضو سابق بمجلس الشورى
و رئيس مركز الأهرام للدراسات السياسية والإستراتيجية
عين رئيس مجلس إدارة الأهرام في يونيو2009.
عمل د. عبد المنعم سعيد في مركز الأهرام للدراسات السياسية والإستراتيجية منذ عام 1975 كباحث مساعد ثم باحث ثم رئيسا لقسم العلاقات الدولية D.C.
د. عبد المنعم سعيد باحث زميل لمنظمة بروكنجز بالولايات المتحدة الأمريكية – واشنطن 1987.
عمل أيضا كمستشار سياسى للديوان الأميرى القطرى (1990 - 1993)ـ وللدكتور مؤلفات كثيرة معنية بالنظام العالمى الجديد، والشئون العربية، والشراكة الأوروبية والصراع العربى الإسرائيلي.
وله مقالات حول القضايا الأمنية في الشرق الأوسط، والسياسة المصرية والحد من التسلح. هذا بالإضافة إلى مؤلفات عديدة نشرت في الولايات المتحدة الأمريكية، آسيا وأوروبا.

## مجالات التخصص
- إدارة الأزمات الدولية
- السياسة الخارجية الأمريكية
- الأمن الإقليمي
- الدراسات المستقبلية في العلاقات الدولية
- نظرية الاندماج وتطبيقاتها في العالم العربي

له كتابات سياسية كثيرة

## المؤهلات العلمية
1. شهادة البكالوريوس - جامعة القاهرة 1970
2. شهادة الماجستير - جامعة شمال الينوي - الولايات المتحدة 1979
3. شهادة الدكتوراه - جامعة شمال الينوي - الولايات المتحدة 1982
4. الخبرة العملية 1987